# 西山工矿区
西山工矿区，中国旧区名。
1961年由太原市设置。在今山西省太原市郊西山地区。1963年撤销，与晋源区合置太原市郊区。